# Скужево (гміна Шубін)
Скужево (пол. Skórzewo) — село в Польщі, у гміні Шубін Накельського повіту Куявсько-Поморського воєводства.
Населення — 66 осіб (2011).
У 1975-1998 роках село належало до Бидгощського воєводства.

## Демографія
Демографічна структура станом на 31 березня 2011 року:
|          | Загалом | Допрацездатний вік | Працездатний вік | Постпрацездатний вік |
| -------- | ------- | ------------------ | ---------------- | -------------------- |
| Чоловіки | 38      | 13                 | 23               | 2                    |
| Жінки    | 28      | 8                  | 17               | 3                    |
| Разом    | 66      | 21                 | 40               | 5                    |